# Arrow Rock
Arrow Rock és una població dels Estats Units a l'estat de Missouri. Segons el cens del 2000 tenia 79 habitants.

## Demografia
Segons el cens del 2000, Arrow Rock tenia 79 habitants, 39 habitatges, i 24 famílies. La densitat de població era de 234,6 habitants per km².
Dels 39 habitatges en un 17,9% hi vivien nens de menys de 18 anys, en un 48,7% hi vivien parelles casades, en un 12,8% dones solteres, i en un 35,9% no eren unitats familiars. En el 30,8% dels habitatges hi vivien persones soles el 20,5% de les quals corresponia a persones de 65 anys o més que vivien soles. El nombre mitjà de persones vivint en cada habitatge era de 2,03 i el nombre mitjà de persones que vivien en cada família era de 2,52.
Per edats la població es repartia de la següent manera: un 13,9% tenia menys de 18 anys, un 3,8% entre 18 i 24, un 11,4% entre 25 i 44, un 35,4% de 45 a 60 i un 35,4% 65 anys o més.
L'edat mediana era de 57 anys. Per cada 100 dones de 18 o més anys hi havia 88,9 homes.
La renda mediana per habitatge era de 45.000 $ i la renda mediana per família de 46.875 $. Els homes tenien una renda mediana de 46.250 $ mentre que les dones 35.417 $. La renda per capita de la població era de 28.344 $. Cap de les famílies estaven per davall del llindar de pobresa.

## Poblacions més properes
El següent diagrama mostra les poblacions més properes.